# Zickerberg
Der Zickerberg ist mit 66 m ü. NHN neben dem Bakenberg die höchste Erhebung der Halbinsel Mönchgut auf der Insel Rügen. Er liegt auf dem Gebiet der Gemeinde Mönchgut westlich der Ortschaften Groß Zicker und Gager.
Er liegt an der Westseite der sogenannten Zickerschen Berge, wenig östlich des Zickersches Höft. Der etwa 65 Meter hohe, trockene Hügel ist Teil des Biosphärenreservates Südost-Rügen und wird extensiv mit Schafen bewirtschaftet.
Der Berg befindet sich, wie die gesamten Zickerschen Berge, im Naturschutzgebiet Mönchgut Teilgebiet Zicker. Von Groß Zicker führt ein beschilderter Wanderweg auf die grasige Kuppe hinauf.